# Пауль Папп
Пауль Папп (рум. Paul Papp, нар. 11 листопада 1989, Деж) — румунський футболіст угорського походження, захисник клубу «Сівасспор».

## Клубна кар'єра
Народився 11 листопада 1989 року в місті Деж. Вихованець футбольної школи клубу «Уніря» (Деж). Дорослу футбольну кар'єру розпочав 2006 року в основній команді того ж клубу, в якій провів два сезони, взявши участь у 60 матчах чемпіонату. 2007 року вилетів з «Унірєю» до третього дивізіону.
Влітку 2008 року разом з одноклубником Адріаном Бороштяном за 80 тис. євро перейшов до клубу «Ботошані» з Ліги ІІ, де відразу отримав капітанську пов'язку, але вже за пів року тренер команди Леонін Грозаву перейшов на роботу в «Васлуй», що виступала у Лізі І, куди в лютому 2009 року забрав і Паппа та його партнера по команді Маріуса Штефоя.
Не пробившись до основної команди, влітку того ж року змушений був відправитись в оренду у «Фарул» в Лігу ІІ, де виступав до кінця року. Після повернення в «Васлуй» став основним гравцем команди.
Влітку 2012 року став гравцем італійського «К'єво». Дебютував за нову команду 30 вересня в матчі чемпіонату проти «Палермо», проте основним гравцем так і не став. 7 квітня 2013 року забив свій перший гол в Серії А в матчі проти «Удінезе».
В січні 2014 року повернувся на батьківщину, підписавши орендну угоду до кінця сезону з клубом «Астра» (Джурджу), якій допоміг вперше в історії клубу виграти Кубок Румунії. По завершенні оренди, влітку 2014 року, залишився в Румунії, де став виступати на правах оренди за «Стяуа». Наразі встиг відіграти за бухарестську команду 5 матчів в національному чемпіонаті.

## Виступи за збірні
2007 року дебютував у складі юнацької збірної Румунії, взяв участь у одному на юнацькому рівні.
Протягом 2007–2009 років залучався до складу молодіжної збірної Румунії. На молодіжному рівні зіграв у 9 офіційних матчах, забив 1 гол.
8 лютого 2007 року дебютував в офіційних матчах у складі національної збірної Румунії в товариській грі проти збірної України (2:2), відігравши весь матч і не забивши післяматчевий пенальті (2:4). Наразі провів у формі головної команди країни 20 матчів, забивши 3 голи.

## Титули і досягнення
- Володар Кубка Румунії (3):

«Астра»: 2013-14
«Стяуа»: 2014-15
КС Університатя (Крайова): 2020-21
- Чемпіон Румунії (1):

«Стяуа»: 2014-15
- Володар Кубка румунської ліги (1):

«Стяуа»: 2014-15
- Володар Суперкубка Румунії (2):

«Астра»: 2014
КС Університатя (Крайова): 2021